# ŽRK Budućnost
El ŽRK Budućnost es un equipo montenegrino de balonmano femenino de la ciudad de Podgorica.

## Palmarés
- Champions League:
  - Campeón: 2012, 2015
- Supercopa EHF:
  - Campeón: 1985, 2006, 2010
- Copa EHF femenina:
  - Campeón: 1987
- Liga de Montenegro de balonmano femenino:
  - Campeón: 2007, 2008,  2009, 2010, 2011, 2012, 2013, 2014, 2015, 2016, 2017, 2018, 2019
- Copa de Montenegro de balonmano femenino:
  - Campeón: 2007, 2008, 2009, 2010, 2011, 2012, 2013, 2014, 2015, 2016, 2017, 2018, 2019

- 31 veces campeonas de la  SFR Yugoslavia, SR Yugoslavia y Serbia & Montenegro (1985, 1989, 1990, 1992–2006, 2006-2019)
- 24 times the winners of the Cup, (1984, 1989, 1995–1998, 2000–2002, 2005, 2006-2019)
- 4 veces nombrado mejor club de Yugoslavia (1985, 1987, 1993, 1998)

## Plantilla 2022-23
|  | Porteras - 1 Andrea Škerović - 12 Armelle Attingré - 16 Marija Marsenić - 87 Jovana Kadović Extremos derechos - 21 Adriana Cardoso de Castro - 37 Nina Bulatović Extremos izquierdos - 88 Nadja Kadović - 91 Ivona Pavićević Pívots - 11 Ivana Godeč - 13 Andrijana Popović - 20 Tijana Lutovac - 97 Nikolina Vukčević | Laterales izquierdos - 44 Mari Plamenova Tomova - 95 Ilda Kepić Centrales - 5 Nataša Ćorović - 10 Matea Pletikosić - 15 Gordana Marsenić - 33 Vanesa Agović - 90 Milena Raičević Laterales derechos - 9 Jelena Vukčević - 14 Katarina Džaferović |